# 酒井忠貫

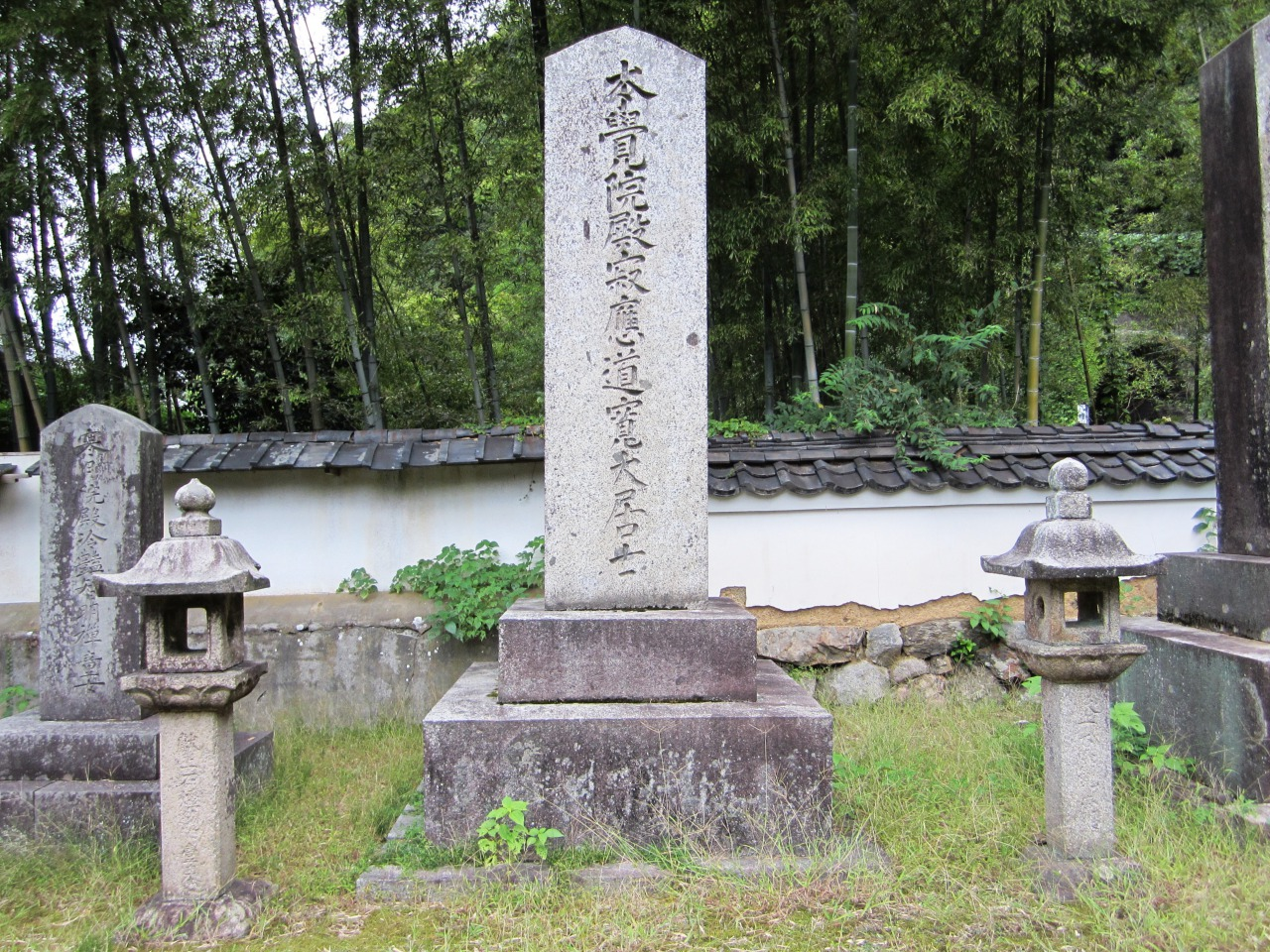
空印寺の墓

酒井 忠貫（さかい ただつら）は、若狭小浜藩の第9代藩主。小浜藩酒井家10代。
宝暦2年（1752年）11月21日、第8代藩主酒井忠与の長男として江戸牛込藩邸にて生まれる。宝暦12年（1762年）、父の死去により跡を継いだ。宝暦13年（1763年）に従五位下、修理大夫に叙任する。天明3年（1783年）から連年のように凶作が相次ぎ、それによる対応策、並びに復興のための資金で財政難に悩まされた。天明4年（1784年）、従四位下に昇進する。
寛政4年（1792年）、ラクスマン来航の際には根室の防備を務めた。文化3年（1806年）1月12日に死去した。享年55。
次男の忠順は若年のため、養子の忠進が跡を継いだ。

## 系譜
- 父：酒井忠与
- 母：西村氏 - 側室
- 正室：伊達宗村の娘
- 継室：大炊御門家孝の娘 - 久我信通の養女
- 側室：家女房
  - 長男：酒井忠望
  - 次男：酒井忠順（1791-1853）